# Els patriotes
Els patriotes (títol original: Les Patriotes) és una pel·lícula francesa d'Éric Rochant estrenada l'any 1994, que detalla el recorregut d'un jove francès en els serveis d'informació israelians. Ha estat doblada al català.
El film detalla els mètodes implacables d'agents israelians de la fictícia « unitat 238 », unitat visiblement inspirada en « Lekem », servei especialitzat d'informació científica l'existència del qual va ser molt de temps mantingut en secret al si mateix d'Israel, i que va ser oficialment suprimit l'any 1986 després de l'afer Pollard.
El personatge encarnat per Bernard El Gall, Bill Haydon, és anomenat així en referència a Bill Haydon, un personatge de la novel·la El talp de John le Carré, autor que ha influït Éric Rochant per aquest film.

## Argument
Ariel Brenner, un jove jueu parisenc de 18 anys, decideix marxar a Israel per viure en un kibbutz. És més tard reclutat pels serveis secrets. Primer candidat per entrar al Mossad, és finalment reclutat per un servei independent anomenat Unitat 238.
Les seves funcions el portaran a estar barrejat en dos assumptes prou diferents, tots dos inspirats en fets reals.
Primer, la manipulació d'un físic francès implicat en un projecte de construcció d'una central nuclear per un país àrab (i que recorda l'acció del Mossad que conduirà al bombardeig per l'aviació israeliana de la planta nuclear d'Osirak a Iraq, l'operació Òpera l'any 1981).
A continuació, la intervenció d'un oficial de la informació estatunidenca, de confessió jueva, que contacta els serveis secrets israelians (molt inspirada en la història de Jonathan Pollard, que va lliurar secrets a Israel, encara que els noms de les persones i institucions implicades hagin estat modificades al film).

## Repartiment
- Yvan Attal: Ariel
- Richard Masur: Jeremy Pelman
- Yossi Banai: Yossi
- Nancy Allen: Catherine Pelman
- Bernard El Gall: Bill Haydon
- Allen Garfield: Eagleman
- Sandrine Kiberlain: Marie-Claude
- Maurici Bénichou: Yuri
- Emmanuelle Devos: Rachel
- Hippolyte Girardot: Daniel
- Christine Pascal: Laurence
- Jean-François Stévenin: Rémy Prieur
- André Engel: el pare Brenner
- Élizabeth Macocco: la mare Brenner
- Dan Toren: Ran Ostrovitch
- Ezra Kafri: el 3r instructor
- Rami Danon: Pinkhas
- Roger Mirmont i Myriem Roussel: els amics de Laurence
- Makram Khoury: Barak
- Éva Darlan: Sra Prieur
- Beata Nilska: Héléna
- John Pàg. Ryan: Arthur

## Premis i nominacions
- 1994: Festival de Canes: Nominada a la Palma d'Or (millor pel·lícula)
- 1994: Premis César: 1 Nominació